# Trilogia
La trilogia è un insieme di tre distinte opere di uno stesso autore (di genere narrativo, cinematografico o altro) collegate da una forte connessione tematica o anche stilistica tra di loro, che possano essere considerate sia come singole opere indipendenti sia come un unicum artistico. 

## Origine
Il termine trilogia (in greco τριλογία?) venne coniato nella Grecia antica per indicare l'insieme di tre tragedie di uno stesso autore riferite ad uno stesso soggetto. A partire da Eschilo fu consuetudine presentare agli agoni tre tragedie di ambito analogo, che svolgessero diversi aspetti di un medesimo ciclo narrativo; ad esse era poi d'uso aggiungere un dramma satiresco, il che veniva complessivamente chiamato tetralogia.

## Esempi
Tra i classici della letteratura, ma anche nella letteratura di consumo e nel cinema, sono innumerevoli gli esempi di trilogia: quello di Italo Calvino detta I nostri antenati è uno dei più noti del Novecento italiano. Esempi celebri tratti dal cinema sono la "Trilogia del dollaro" di Sergio Leone, o la "Trilogia dei colori" di Krzysztof Kieślowski.
Tale formato è particolarmente diffuso nel fantasy e nella fantascienza: tra gli esempi più noti in questo ambito vi è la saga cinematografica di Guerre stellari di George Lucas (formata da tre trilogie, ciascuna omogenea per ambientazione e personaggi) e quella di Ritorno al futuro,  i cicli di romanzi Shannara di Terry Brooks. Il Signore degli Anelli di J.R.R. Tolkien è anch'esso considerato una trilogia, in quanto, sebbene spesso commercializzato come unico volume, è composto da tre libri, poi trasposti al cinema come tre film distinti, a formare una trilogia cinematografica.
Elenco (non esaustivo) di alcune trilogie rilevanti (in ordine alfabetico):

### Animazione
- Ken il guerriero

### Cinema
- Cinquanta sfumature
- Blade
- Il padrino di Francis Ford Coppola
- Il Signore degli Anelli di Peter Jackson
- Iron Man
- La casa di Sam Raimi
- La trilogia di Wadi di Amos Gitai
- Lo Hobbit di Peter Jackson
- Ritorno al futuro di Robert Zemeckis
- The Divergent Series
- Trilogia Before di Richard Linklater
- Trilogia BRD di Rainer Werner Fassbinder
- Trilogia del Baztán di Fernando González Molina
- Trilogia del cavaliere oscuro di Christopher Nolan
- Trilogia dei colori di Krzysztof Kieślowski
- Trilogia del Cornetto di Edgar Wright
- Trilogia del cuore d'oro di Lars von Trier
- Trilogia del desiderio di Luca Guadagnino
- Trilogia del dollaro di Sergio Leone
- Trilogia del Mariachi di Robert Rodriguez
- Trilogia del milieu di Fernando Di Leo
- Trilogia del silenzio di Dio di Ingmar Bergman
- Trilogia del tempo di Sergio Leone
- Trilogia dell'Apocalisse di John Carpenter
- Trilogia dell'Appartamento di Roman Polański
- Trilogia della morte di Lucio Fulci
- Trilogia della vendetta di Park Chan-wook
- Trilogia della vita di Pier Paolo Pasolini
- Trilogia di João de Deus di João César Monteiro
- Trilogia di Mick Travis di Lindsay Anderson
- Trilogia europea di Lars von Trier
- Trilogia Pulp di Quentin Tarantino
- Trilogia qatsi di Godfrey Reggio
- Trilogia sulla morte di Alejandro González Iñárritu

### Fumetti
- Sunwell

### Letteratura
- Cinquanta sfumature di E. L. James
- Dictator di Andrea Frediani
- Gormenghast di Mervyn Peake
- I nostri antenati di Italo Calvino
- Il Signore degli Anelli di J.R.R. Tolkien
- Orchi di Stan Nicholls
- Shannara di Terry Brooks
- Queste oscure materie di Philip Pullman
- Trilogia americana di James Ellroy
- Trilogia degli Illuminati di Robert Shea e Robert Anton Wilson
- Trilogia della città di K. di Ágota Kristóf
- Trilogia della Fondazione di Isaac Asimov
- Trilogia della frontiera di Cormac McCarthy
- Trilogia della pianura di Kent Haruf
- Trilogia dello Sprawl di William Gibson
- Trilogia di Danzica di Günter Grass
- Trilogia di Giuseppe di Lion Feuchtwanger
- Trilogia del Nord di Louis-Ferdinand Céline
- Trilogia del ponte di William Gibson
- Trilogia del Sole Nero di Celia S. Friedman
- Trilogia di New York di Paul Auster
- Trilogia di Thrawn di Timothy Zahn

### Musica
- Trilogia italiana di Mozart e Da Ponte[2]

- Trilogia popolare di Giuseppe Verdi
- Trilogia del potere di Litfiba
- Radio Gnome Invisible dei Gong: Flying Teapot (1973), Angel's Egg (1973), e You (1974)

### Saggistica
- Trilogia della città di R. di Maria Rita Parsi

### Teatro
- Trilogia del teatro nel teatro di Luigi Pirandello
- Trilogia della villeggiatura di Carlo Goldoni
- Trilogia di Zelinda e Lindoro di Carlo Goldoni
- Trilogia persiana di Carlo Goldoni

### Altro
- Trilogia delle Alpi

## Differenze
Comunemente si abusa del termine "trilogia", applicandolo indiscriminatamente a qualunque tipo di serie episodica o persino di opera suddivisa in tre parti (anche quando le tre parti sono costituite dalla narrazione originaria, dal prequel e dal sequel). Ad esempio si riferisce comunemente al ciclo del Signore degli Anelli di Tolkien come ad una trilogia, benché si tratti in realtà di un romanzo concepito come un'unica opera anche se, per esigenze editoriali, viene pubblicata anche l'edizione in tre volumi.